# Sobradinho (Bahia)
Sobradinho is een gemeente in de Braziliaanse deelstaat Bahia. De gemeente telt 22.026 inwoners (schatting 2009).
De gemeente ligt langs de São Francisco rivier. Hier ligt ook de Sobradinhodam. Deze dam houdt het water van de rivier vast voor de opwekking van elektriciteit en ten behoeve van de irrigatie.

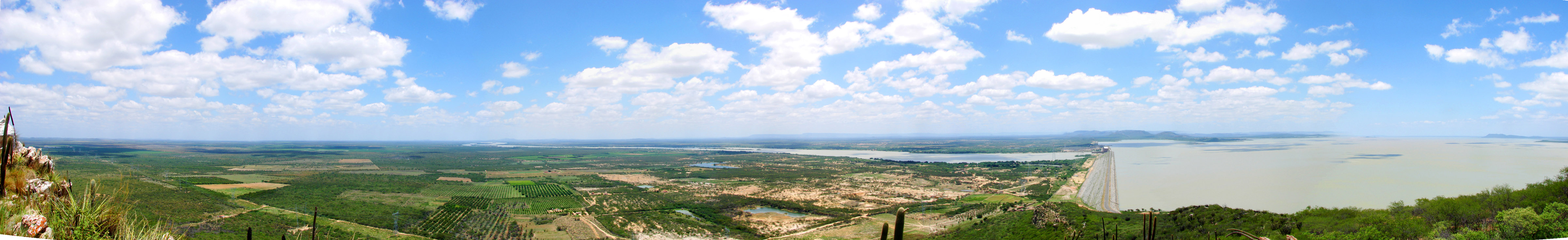
Sobradinho, met de dam en rechts daarvan het grote stuwmeer